# 薩卡卡

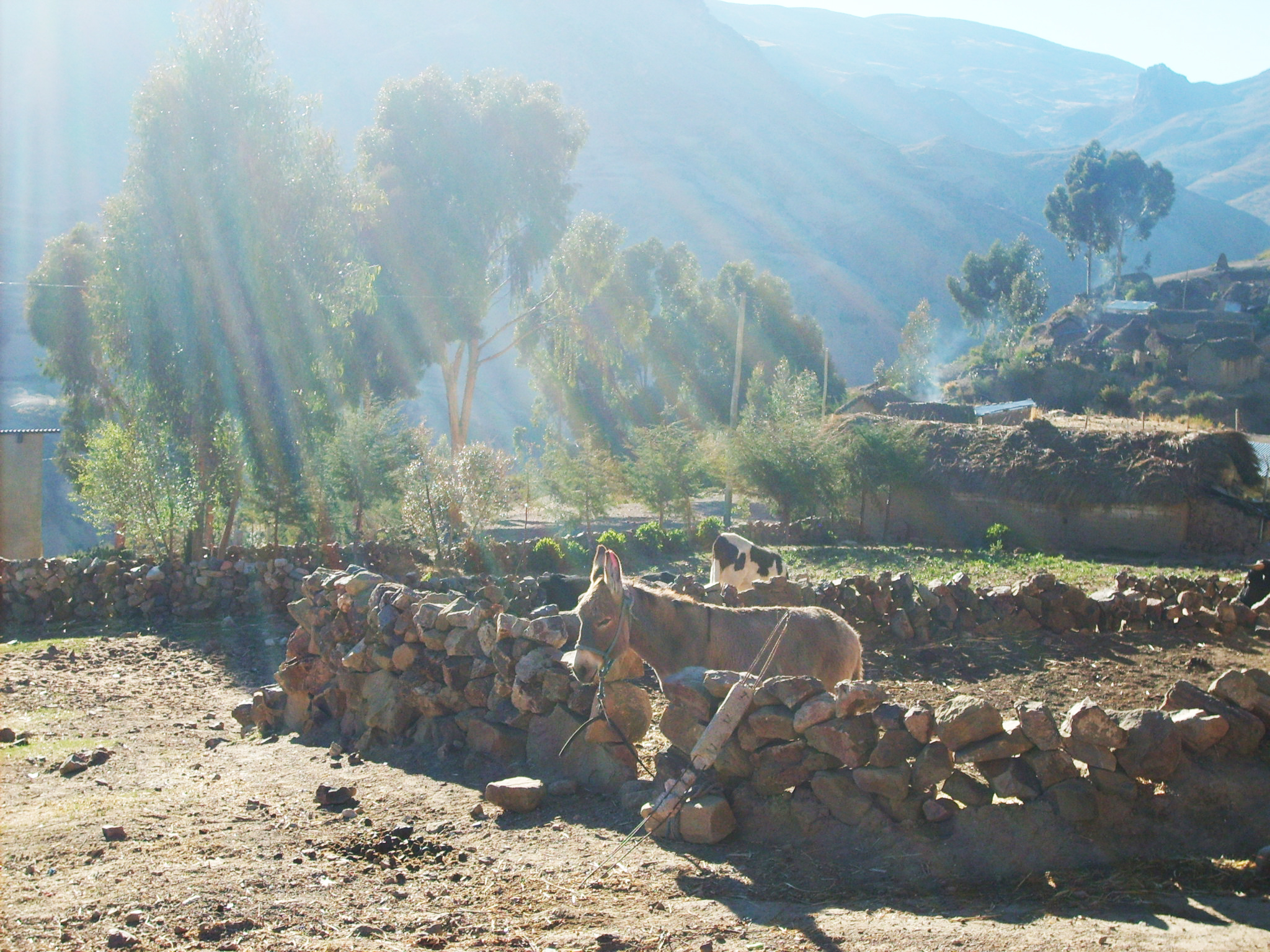
市镇内一村庄

薩卡卡（西班牙語：Sacaca），是玻利維亞西南部波托西省阿隆索·德伊瓦涅斯县的市鎮，并为该县的县府所在地。海拔高度3,675米，每年平均降雨量約550毫米，2012年人口数量为19,725人。